# Liste der Monuments historiques in Hadancourt-le-Haut-Clocher
Die Liste der Monuments historiques in Hadancourt-le-Haut-Clocher führt die Monuments historiques in der französischen Gemeinde Hadancourt-le-Haut-Clocher auf.

## Liste der Bauwerke
| Bezeichnung      | Beschreibung | Standort | Kennzeichnung | Schutzstatus | Datum | Bild           |
| ---------------- | ------------ | -------- | ------------- | ------------ | ----- | -------------- |
| Kirche St-Martin |              | (Lage)   | PA00114709    | Classé       | 1922  | weitere Bilder |

## Liste der Objekte
| Bezeichnung                                                                         | Beschreibung                                 | Standort                       | Kennzeichnung | Schutzstatus | Datum | Bild |
| ----------------------------------------------------------------------------------- | -------------------------------------------- | ------------------------------ | ------------- | ------------ | ----- | ---- |
| Taufbecken                                                                          | Stein, 12. Jahrhundert                       | in der Kirche St-Martin (Lage) | PM60000890    | Classé       | 1912  |      |
| Tabernakel                                                                          | Holz                                         | in der Kirche St-Martin (Lage) | PM60004013    | Inscrit      | 1989  |      |
| Skulptur der heiligen Margareta von Antiochia                                       |                                              | in der Kirche St-Martin (Lage) | PM60004011    | Inscrit      | 1989  |      |
| Triumphbalken                                                                       | Holz, 16. Jahrhundert                        | in der Kirche St-Martin (Lage) | PM60004012    | Inscrit      | 1989  |      |
| Bänke                                                                               | Holz                                         | in der Kirche St-Martin (Lage) | PM60004014    | Inscrit      | 1989  |      |
| Skulptur eines heiligen Abtes                                                       | Holz, polychrom gefasst, 16. Jahrhundert     | in der Kirche St-Martin (Lage) | PM60004241    | Inscrit      | 1991  |      |
| Skulptur des Erzengels Michael                                                      | Stein, 15./16. Jahrhundert                   | in der Kirche St-Martin (Lage) | PM60004010    | Inscrit      | 1989  |      |
| Skulptur Madonna mit Kind                                                           | Kalkstein, erste Hälfte des 16. Jahrhunderts | in der Kirche St-Martin (Lage) | PM60004996    | Classé       | 2015  |      |
| Drei Bas-Reliefs: Anbetung der Heiligen Drei Könige, Taufe Christi und Jakobsleiter | Stein, polychrom gefasst                     | in der Kirche St-Martin (Lage) | PM60004008    | Inscrit      | 1989  |      |
| Skulptur des heiligen Eloi                                                          | Stein, polychrom gefasst, um 1700            | in der Kirche St-Martin (Lage) | PM60004997    | Inscrit      | 2011  |      |
| Zwei Bas-Reliefs: Leben des heiligen Martin                                         | Stein, polychrom gefasst, 16. Jahrhundert    | in der Kirche St-Martin (Lage) | PM60004007    | Inscrit      | 1989  |      |
| Drei Bas-Reliefs: Krönungen                                                         | Stein, polychrom gefasst                     | in der Kirche St-Martin (Lage) | PM60004009    | Inscrit      | 1989  |      |